# Phase V
Phase V war eine 1993 gegründete Hip-Hop-Crossover-Gruppe aus Braunschweig.

## Geschichte
Die Band Phase V produzierte in ihrer aktiven Zeit insgesamt drei Studio-Alben. Stilistisch zeichnete sie sich durch deutschen Sprechgesang unter Einsatz von Live-Instrumenten sowie Samples aus dem Horrorfilm-Genre aus. Nach ersten Gehversuchen mit dem Demotape Please God (produziert 1993 in Eigenregie) erhielt besonders das Debüt-Album Mentale Verwandlung, herausgebracht 1994 vom Braunschweiger Hip-Hop-Independent-Label Rap Nation Records, bei denen zu dieser Zeit auch andere Braunschweiger Bands wie Such a Surge und State of Departmentz unter Vertrag standen, zahlreiche positive Pressestimmen. Es folgten Liveauftritte der Gruppe beim Sender VIVA in der Sendung Freestyle und beim Berliner Radiosender Kiss FM.
Während einer ersten Deutschland-Tournee spielte Phase V als Vorgruppe (Support) der renommierten US Hip-Hop-Crew Wu-Tang Clan.
1995 folgte noch eine zweite Tournee mit der neuseeländischen Gruppe Supergroove, bei der die Band ihren zweiten "Longplayer" Mörder dem Publikum vorstellte.
Nach dem letzten Studio-Album Die Reise ins Ich (erschienen 1996 über das eigene Label "Phasenmusik") konzentrierten sich die einzelnen Bandmitglieder auf eigene Projekte.

## Diskografie
- 1993: Please God (Demotape)
- 1994: Mentale Verwandlung
- 1995: Mörder
- 1995: Mörder Maxi (EP)
- 1996: Die Reise ins Ich
- 1997: Rapokalypse Now (Various Artists)
- 2001: Are You Def? (unveröffentlicht)